# 坂上又子
坂上 又子（さかのうえ の またこ、? - 延暦9年7月21日（790年9月4日））は、奈良時代の女官。名は全子とも。桓武天皇の後宮に入り、高津内親王を生んだ。官位は正五位上。

## 生涯
坂上苅田麻呂の娘で、田村麻呂は兄弟にあたる。桓武天皇が皇太子だった頃に入侍し、即位後の延暦2年（783年）に従五位下に叙せられた。その後の延暦5年（786年）には正五位上に昇叙し、後宮では高津内親王（のちの嵯峨天皇妃）を儲けた。延暦9年（790年）死去。